# Диаби, Ядали
Ядали Диаби (англ. Yadaly Diaby; род. 9 августа 2000, Франция) — гвинейский футболист, полузащитник клуба «Гренобль» и сборной Гвинеи.

## Клубная карьера
Диаби — воспитанник клуба «Адрези-Бутеон». В 2019 году он дебютировал за основной состав команды. Летом 2021 году Диаби перешёл в «Клермон», где начал выступать за дублирующий состав. 1 декабря в матче против «Ланса» он дебютировал в Лиге 1, за основной состав. В 2022 году Диаби на правах аренды перешёл в «Аустрию» из Лустенау. В матче против ЛАСКа он дебютировал в австрийской Бундеслиге. 19 марта 2023 года в поединке против «Аустрии» из Клагенфурта Ядали забил свой первый гол за «Аустрию» из Лустенау.  

## Международная карьера
24 марта 2023 года в отборочном матче Кубка Африки против сборной Эфиопии Диаби дебютировал за сборную Гвинеи.